# KK Zagreb
Le Košarkarški Klub Zagreb est un club croate de basket-ball basé à Zagreb. Le club cesse d'exister en 2018.

## Palmarès
- Champion de Croatie : 2011
- Coupe de Croatie : 2008, 2010, 2011